# Против Верреса. О предметах искусства
«Против Верреса. О предметах искусства» (лат. in C. Verrem II. 4) — одна из «веррин», речей римского оратора Марка Туллия Цицерона, написанных в 70 году до н. э. для суда над Гаем Верресом. Не была произнесена, так как подсудимый признал свою вину. Позже Цицерон подверг речь литературной обработке и опубликовал вместе с другими, написанными для этого процесса.

## Контекст и содержание
Бывший наместник Сицилии Гай Веррес был привлечён к суду жителями этой провинции по обвинению в превышении власти, взяточничестве, хищениях, оскорблении религии. Обвинитель, Марк Туллий Цицерон, готовясь к процессу, решил посвятить отдельное своё выступление рассказу о том, как Веррес во время наместничества присваивал произведения искусства, принадлежавшие частным лицам и общинам, и грабил храмы. Материал для этой речи он собрал, путешествуя по Сицилии зимой 71 — 70 годов до н. э. и собирая показания местных жителей. Произносить речь не понадобилось: ещё во время первой сессии Веррес уехал из Рима, что означало признание вины.
Позже Цицерон подверг все речи, написанные для суда над Верресом, литературной обработке и опубликовал их. Речь «О предметах искусства» стала IV книгой сборника. Своё название она получила позже от античных комментаторов.